# Ípsilon d'Aquari
Ípsilon d'Aquari (υ Aquarii) és una estrella de la Constel·lació d'Aquari.
Ípsilon d'Aquari és una estrella subgegant blanca-groga del tipus F de la magnitud aparent +5,21. Està aproximadament a 74,2 anys llum de la Terra. És una estrella amb un elevat moviment propi.